# Henri Jean Rigel
Henri Jean Rigel (París, Illa de França, 11 de maig de 1772 - Abbeville, Picardia, 16 de desembre de 1852), fou un compositor francès.
Era fill del compositor Henri Joseph Rigel (1741-1768) i germà de Louis Rigel (1772-1852), el qual també fou músic. Fou considerat com un del millors professors de piano de París, també adquirí fama per les seves composicions, i el 1798 seguí a Napoleó Bonaparte a Egipte, on s'encarregà de la direcció de l'orquestra del Teatre francès del Caire. El 1800 retornà a París i l'emperador l'anomenà el seu pianista. Va compondre les òperes «Les deux meuniers» i «Le duel nocturne», tres cantates religioses, una simfonia i una obertura per a orquestra, quatre concerts per a piano, nombroses sonates per a piano i altres obres.